# Franz Pitschmann
Franz Pitschmann (* 16. Dezember 1954 in Hall in Tirol) ist österreichischer Ringer.

## Leben
Franz Pitschmann holte mehrfach den österreichischen Meistertitel und konnte viermal an Olympischen Spielen teilnehmen. Zu den größten Erfolgen gehört eine EM-Silbermedaille, aber auch mehrere Goldmedaillen bei der Senioren-WM.
Er ist Mitglied beim AC Hötting und schlug zahlreiche Angebote aus dem In- und Ausland aus.